# 第65回日劇學院賞
←第64回 - 第65回 - 第66回→
第65回日劇學院賞，針對2010年4月到6月在日本播出的春季連續劇做出投票與評比。本季獲得最多六個獎項的作品為松雪泰子主演的《Mother》。

## 最優秀作品賞
1. Mother
2. 怪物王子
3. 新參者
4. 同窗會～Love Again症候群
5. 月之戀人

- 讀者票：1.怪物王子；2.體操男孩；3.Mother
- 記者票：1.Mother ；2.新參者；3.同窗會～Love Again症候群
- 評審票：1.Mother ；2.新參者；3.同窗會～Love Again症候群

## 主演男優賞
1. 大野智（怪物王子）
2. 阿部寬（新參者）
3. 内野聖陽（臨場2）
4. 三上博史（同窗會～Love Again症候群）

- 讀者票：1.大野智（怪物王子）；2.阿部寬（新參者）；3.山本裕典（體操男孩）
- 記者票：1.阿部寬（新參者）；2.大野智（怪物王子）；3.内野聖陽（臨場2）
- 評審票：1.阿部寬（新參者）；2.内野聖陽（臨場2）；3.三上博史（同窗會～Love Again症候群）

## 主演女優賞
1. 松雪泰子（Mother）
2. 上戶彩（絕對零度～未解決事件特命搜查～）
3. 黑木瞳（同窗會～Love Again症候群）
4. 吉瀨美智子（鋼之女）

- 讀者票：1.松雪泰子（Mother）；2.上戶彩（絕對零度）；3.上野樹里（無法坦誠相對）
- 記者票：1.松雪泰子（Mother）；2.檀麗（第八日的蟬）；3.上戶彩（絕對零度）
- 評審票：1.松雪泰子（Mother）；2.黑木瞳（同窗會～Love Again症候群）；3.上戶彩（絕對零度）

## 助演男優賞
1. ARATA（國稅監察官）
2. 西島秀俊（白色榮光2）
3. 八嶋智人（怪物王子）
4. 吹越滿（同窗會～Love Again症候群）

- 讀者票：1.八嶋智人（怪物王子）；2.松岡昌宏（怪物王子）；3.崔洪萬（怪物王子）
- 記者票：1.西島秀俊（白色榮光2）；2.ARATA（國稅監察官）；3.吹越満（同窗會～Love Again症候群）
- 評審票：1.ARATA（國稅監察官）；2.吹越満（同窗會～Love Again症候群）；3.西島秀俊（白色榮光2）

## 助演女優賞
1. 田中裕子（Mother）
2. 蘆田愛菜（Mother）
3. 篠原涼子（月之戀人）
4. 仲里依紗（不良仔與眼鏡妹）

- 讀者票：1.仲里依紗（不良仔與眼鏡妹）；2.稻森泉（怪物王子）；3.田中裕子（Mother）
- 記者票：1.田中裕子（Mother）；2.蘆田愛菜（Mother） ；3.渡辺えり（無法坦誠相對）
- 評審票：1.蘆田愛菜（Mother）；2.田中裕子（Mother） ；3.篠原涼子（月之戀人）

## 其他獎項

### 監督賞
1. 水田伸生、長沼誠（Mother）
2. 山室大輔、平野俊一、石井康晴、韓哲（新參者）
3. 今井和久、植田尚、星野和成、白木啓一郎（白色榮光2）

### 腳本賞
1. 坂元裕二（Mother）
2. 井上由美子（同窗會～Love Again症候群）
3. 真野勝成、牧野圭祐（新參者）

### 主題曲賞
- 嵐「Monster」（怪物王子）

### 特別賞（新人賞）
- 蘆田愛菜（Mother）